# 拉文納 (肯塔基州)
拉文納（英語：Ravenna）是一個位於美國肯塔基州埃斯蒂爾縣的城市。

## 地方資料
根據2020年美國人口普查的數據，拉文納的面積為0.81平方千米，當中陸地面積為0.81平方千米，而水域面積為0.00平方千米。當地共有人口568人，而人口密度為每平方千米701.23人。